# دریای آزوف
دریای آزُف یا دریای آزوف (به روسی: Азо́вское мо́ре، به اوکراینی: Азо́вське мо́ре، به تاتاری کریمه: Azaq deñizi) بخش شمالی دریای سیاه است که از راه تنگه کرچ به آن می‌پیوندد. کرانه شمالی آن در اوکراین، شرقی روسیه، و غربی شبه‌جزیره کریمه است.
دریای آزوف یک دریای داخلی کم‌عمق در اروپای شرقی است که از طریق تنگهٔ باریک (حدود ۴ کیلومتر) تنگه کرچ به دریای سیاه متصل می‌شود و گاهی به‌عنوان امتداد شمالی دریای سیاه در نظر گرفته می‌شود. این دریا از شرق با روسیه و از شمال‌غرب و جنوب‌غرب با اوکراین هم‌مرز است (البته بخش‌های اوکراینی مجاور این دریا در حال حاضر تحت اشغال روسیه قرار دارند). دریای آزوف مسیر مهمی برای دسترسی آسیای مرکزی به آب‌های بین‌المللی است و از طریق کانال ولگا-دن به دریای خزر متصل می‌شود.
یونانیان و رومیان از سدهٔ ۷ پیش از میلاد تا سدهٔ ۴ میلادی، این دریا را به نام قوم ایرانی‌تبار ساکن آن ناحیه یعنی مایوت‌ها، مایوتیس می‌خوانده‌اند. دریای آزوف دریای نسبتاً کوچکی است (پهنه آن تقریباً یک دهم دریای سیاه است) و با حداکثر عمق تنها ۱۴ متر کم‌عمق‌ترین دریای جهان به‌شمار می‌آید. حجم آب موجود در این دریا تقریباً ۲۵۶ کیلومتر مکعب است. دریای آزوف در زمستان، یخ می‌زند و کشتی‌ها تنها با کمک یخ‌شکن می‌توانند از آن گذر کنند. این دریا بین روسیه و اوکراین بود اما در جریان الحاق کریمه به روسیه و همچنین حمله ۲۰۲۲ روسیه به اوکراین، تقریباً به صورت کامل تحت کنترل روسیه است

## ویژگی‌های طبیعی
این دریا به‌شدت تحت تأثیر ورود آب از رودهای دُن، کوبان و دیگر رودها قرار دارد که همراه با خود ماسه، لای، و صدف به دریا می‌آورند و باعث تشکیل خلیج‌ها، تالاب‌ها و زبانه‌های باریک ساحلی می‌شوند. به‌دلیل این رسوبات، کف دریا نسبتاً صاف و هموار است و عمق آن به‌تدریج در مرکز افزایش می‌یابد.
ورود آب شیرین از رودها موجب کاهش شوری و افزایش زیست‌توده (مانند جلبک‌های سبز) در آب می‌شود که بر رنگ دریا تأثیر می‌گذارد. وجود پلانکتون‌های فراوان باعث افزایش قابل توجه میزان تولید ماهی در این دریا شده است. سواحل و زبانه‌های باریک ساحلی آن کم‌ارتفاع هستند و پوشش گیاهی فراوانی دارند و زیستگاه گونه‌های متعددی از پرندگان به‌شمار می‌آیند.
دریای آزوف کم‌عمق‌ترین دریا در جهان است و عمق آن بین ۰٫۹ تا ۱۴ متر (۳ تا ۴۶ فوت) متغیر است. این دریا همواره مقداری از آب خود را به دریای سیاه تخلیه می‌کند.

## نام‌گذاری
نام این دریا احتمالاً از نام منطقه‌ای در اطراف آزوف گرفته شده است که خود این نام ریشه در زبان ترکی قبچاقی دارد و از واژهٔ asak یا azaq به‌معنای «زمین‌های پست» آمده است. با این حال، در یک روایت روسی، گفته شده که نام آن از شاهزاده‌ای کومانی به نام «آزوم» یا «آسوف» گرفته شده که در سال ۱۰۶۷ میلادی هنگام دفاع از شهر خود کشته شد.
در گذشته، نام این دریا در زبان انگلیسی به‌صورت Sea of Azoff نوشته می‌شد.
در دوران باستان، این دریا به نام مرداب مائوتیس شناخته می‌شد (یونانی: Μαιῶτις λίμνη، ه مائیوتیس لیمْنِه؛ لاتین: Palus Maeotis). این نام از مناطق تالابی در شمال‌شرق دریا گرفته شده بود. مشخص نیست که آیا این نام از مایوت‌ها (مردمانی ایرانی‌تبار که در اطراف آن زندگی می‌کردند) گرفته شده، یا برعکس، نامی بود که دیگران به آن‌ها داده بودند.
نام‌های دیگری که در طول تاریخ برای این دریا استفاده شده عبارت‌اند از:
- دریاچهٔ مائوتیس (Maeotius Lacus)
- دریای مائوتیک (Maeoticum Æquor)
- مرداب‌های کیمریایی یا سکاها (Cimmeriae یا Scythicæ Paludes)
- دریای کیمریایی یا بسفوری (Cimmericum Mare یا Bosporicum Mare)

پلینیوس، دانشمند روم باستان، نقل کرده که مائوتیان‌ها این دریا را تماروندا (Temarunda) می‌نامیدند، که به‌معنای «مادر آب‌ها» است.
در قرون وسطی، روس‌ها این دریا را دریای سوروج نامیدند که برگرفته از نام شهر مجاور آن، سوداک امروزی بود. در زبان ترکی عثمانی، این دریا به‌دلیل تولید بالای ماهی، بالیک‌دنیز (Balık Denis به‌معنای «دریای ماهی») نامیده می‌شد.

## تاریخ

### پیشاتاریخ
نشانه‌هایی از سکونت انسان در دوران نوسنگی در مناطقی که اکنون زیر آب دریای آزوف قرار گرفته‌اند، یافت شده است.
در سال ۱۹۹۷، ویلیام رایان و والتر پیتمن از دانشگاه کلمبیا نظریه‌ای منتشر کردند که بر اساس آن، سیلاب عظیمی در زمان‌های باستان از طریق تنگه بسفر رخ داده است. آن‌ها ادعا می‌کنند که دریای سیاه و دریای خزر در گذشته دریاچه‌هایی عظیم اما آب‌شیرین بودند، اما حدود ۵۶۰۰ پیش از میلاد، دریای مدیترانه بر روی یک آذرین‌لایه سنگی در بسفر سرریز کرد و باعث شد ارتباط کنونی بین دریای سیاه و مدیترانه شکل بگیرد. در پی این نظریه، پژوهش‌هایی انجام شده است که هم از آن حمایت و هم آن را رد کرده‌اند، و باستان‌شناسان همچنان بر سر این موضوع اختلاف نظر دارند. برخی نیز این رویداد را با افسانه طوفان در دوران پیشاتاریخ مرتبط می‌دانند.

مستعمرات یونانی در دوران باستان در شمال دریای سیاه (قرن ۸ تا ۳ پیش از میلاد) همراه با نام‌های امروزی آن‌ها

### دوران باستان
مرداب‌های مایوتی در اطراف دهانهٔ رود دُن در اروپای دوران باستان شهرت داشتند، زیرا مانعی مهم در برابر مهاجرت اقوام کوچ‌نشین از استپ اوراسیا بودند. مائوت‌ها خود به ماهی‌گیری و کشاورزی مشغول بودند، اما جنگجویانی پرشور و توانا نیز به‌شمار می‌رفتند که توان دفاع از خود در برابر مهاجمان را داشتند.
به دلیل جریان‌های قوی آب، دانشمندان آن دوره درک دقیقی از وسعت این دریا نداشتند، و آب کم‌شور آن باعث شده بود که معمولاً آن را «مرداب» یا «دریاچه» بنامند. هرودوت (سدهٔ ۵ پیش از میلاد) وسعت آن را برابر با دریای سیاه دانسته بود، درحالی‌که Pseudo-Scylax (سدهٔ ۴ پیش از میلاد) آن را تقریباً نصف اندازهٔ دریای سیاه تخمین زده بود.
برای مدت‌ها باور بر این بود که این دریا ارتباط مستقیمی با اقیانوس منجمد شمالی دارد. پولیبیوس (سدهٔ ۲ پیش از میلاد) با اطمینان پیش‌بینی می‌کرد که تنگهٔ متصل‌کنندهٔ دریای آزوف در آیندهٔ نزدیک بسته خواهد شد، زیرا رسوبات رودخانه‌ها به‌طور مداوم در آن انباشته می‌شوند.
در سدهٔ ۱ میلادی، استرابون فاصلهٔ بین تنگه کرچ و دهانهٔ رودخانهٔ تاناایس را حدود ۲۲۰۰ استادیا برآورد کرد، که رقمی تقریباً درست است، ولی او از باریک شدن تدریجی عرض این دریا بی‌اطلاع بود.
ملط از قرن ۷ پیش از میلاد مستعمراتی در این منطقه تأسیس کرد. پادشاهی بسفور نام خود را نه از تنگه بسفر مشهور، بلکه از تنگه کرچ (بسفور کیمری) گرفته است. این پادشاهی از اواخر قرن ۲ پیش از میلاد به‌طور موقت تحت کنترل پادشاهی پونتوس قرار گرفت و از زمان استعمار یونانی تا پایان امپراتوری روم در امتداد سواحل جنوبی دریای آزوف امتداد داشت. این پادشاهی یک دولت متکی بود که گندم، ماهی و برده صادر می‌کرد و در ازای آن، کالاهای ساخته‌شده و تجملی یونانی و رومی دریافت می‌کرد. تاریخ بعدی آن نامشخص است، اما به احتمال زیاد هون‌ها پس از شکست دادن الان‌ها که از آسیای مرکزی به این منطقه مهاجرت کرده بودند، در اواخر قرن ۴ میلادی این پادشاهی را تصرف کردند.

### لشکرکشی‌های آزوف در سال‌های ۱۶۹۵–۱۶۹۶ و ۱۷۳۶–۱۷۳۷

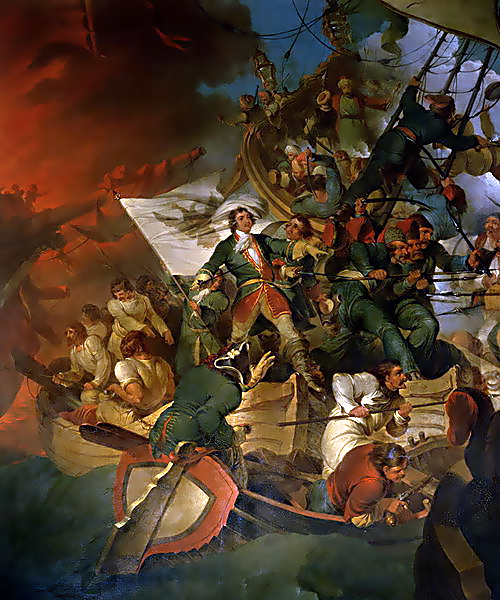
تصرف آزوف در سال ۱۶۹۶، اثر رابرت کر پورتر.

دریای آزوف به‌طور مکرر صحنهٔ درگیری‌های نظامی میان روسیه، که به دنبال گسترش دریایی خود به سمت جنوب بود، و قدرت مسلط در منطقه، یعنی امپراتوری عثمانی بود.
در جریان جنگ روسیه و عثمانی (۱۶۸۶–۱۷۰۰)، دو لشکرکشی در سال‌های ۱۶۹۵ و ۱۶۹۶ برای تصرف قلعهٔ آزوف که در آن زمان تحت کنترل عثمانی بود، انجام شد. این قلعه توسط ۷۰۰۰ سرباز عثمانی دفاع می‌شد. این لشکرکشی‌ها به فرمان پتر کبیر و با هدف دستیابی روسیه به دریای آزوف و دریای سیاه انجام شد.
اولین لشکرکشی در بهار ۱۶۹۵ آغاز شد. ارتش روسیه شامل ۳۱ هزار سرباز و ۱۷۰ توپ جنگی بود و از واحدهای منتخب و همچنین کازاک‌ها تشکیل شده بود. این نیروها در تاریخ ۲۷–۲۸ ژوئن به آزوف رسیدند و از ۵ ژوئیه آن را محاصره کردند. اما پس از دو حملهٔ ناموفق در ۵ اوت و ۲۵ سپتامبر، محاصره لغو شد.
دومین لشکرکشی شامل نیروهای زمینی و ناوگان دریایی آزوف بود که در زمستان ۱۶۹۵ تا بهار ۱۶۹۶ در استان مسکو، ورونژ، بریانسک و دیگر مناطق ساخته شد. در آوریل ۱۶۹۶، ارتشی متشکل از ۷۵٬۰۰۰ نفر به فرماندهی آلکسی شین به‌سمت آزوف حرکت کرد، هم از طریق زمینی و هم از طریق رود دن به مقصد تاگانروگ. در اوایل ماه مه، ناوگانی دیگر به رهبری پتر کبیر به آن‌ها پیوست. در ۲۷ مه، ناوگان روسیه آزوف را از سمت دریا محاصره کرد.
در ۱۴ ژوئن، ناوگان ترکیه سعی کرد محاصره را بشکند، اما پس از از دست دادن دو کشتی، عقب‌نشینی کرد. پس از بمباران شدید قلعه از سوی زمین و دریا، ارتش روسیه در ۱۷ ژوئیه خطوط دفاعی را شکست و بخش‌هایی از دیوار را تصرف کرد. پس از نبردی سنگین، پادگان قلعه در همان روز تسلیم شد.
پس از جنگ، پایگاه نیروی دریایی روسیه به تاگانروگ و آزوف منتقل شد و بین سال‌های ۱۶۹۶ تا ۱۷۱۱، حدود ۲۱۵ کشتی در آنجا ساخته شد. در سال ۱۷۱۱، بر اثر جنگ روسیه و عثمانی (۱۷۱۰–۱۷۱۳) و پیمان پیمان پروت، آزوف دوباره به عثمانی واگذار شد و ناوگان دریایی روسیه در آزوف نابود شد.
شهر آزوف در سال ۱۷۳۷، در جریان جنگ روسیه و عثمانی (۱۷۳۵–۱۷۳۹) دوباره به تصرف روسیه درآمد. اما طبق مفاد پیمان نیش (۱۷۳۹), روسیه اجازه نداشت این قلعه و ناوگان نظامی را حفظ کند.

### جنگ کریمه (۱۸۵۳–۱۸۵۶)

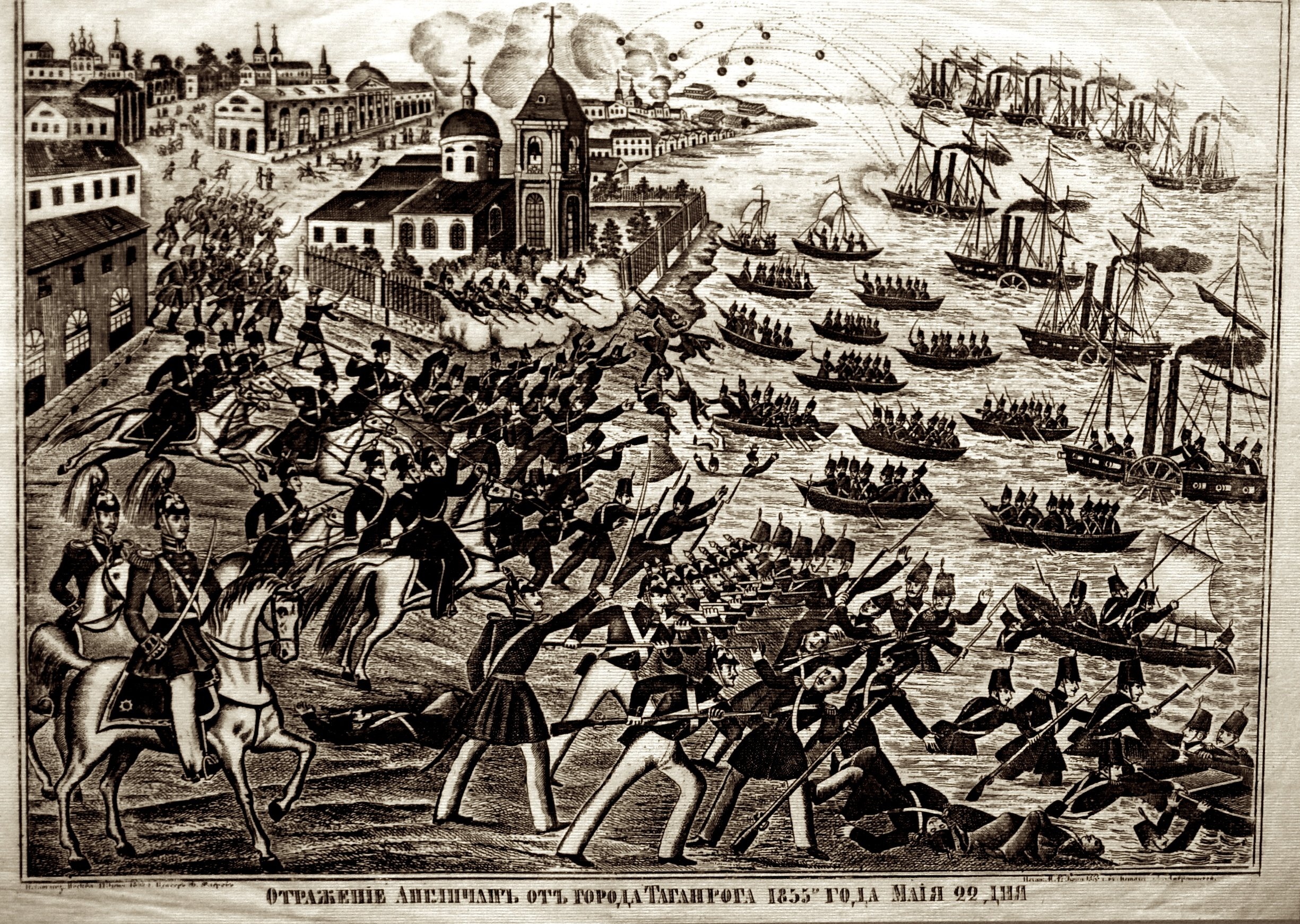
طرحی از اولین حمله به تاگانروگ.

یکی دیگر از درگیری‌های نظامی مهم در دریای آزوف در طول جنگ کریمه (۱۸۵۳–۱۸۵۶) رخ داد. در این جنگ، ناوگان مشترک پادشاهی متحد بریتانیای کبیر و ایرلند و فرانسه در برابر روسیه قرار گرفتند. این عملیات از مه تا نوامبر ۱۸۵۵ ادامه داشت. نیروهای بریتانیایی و فرانسوی تاگانروگ را محاصره کردند، با هدف مختل کردن مسیر تأمین تدارکات روسیه به کریمه.
تصرف تاگانروگ همچنین می‌توانست مقدمه‌ای برای حمله به روستوف باشد، که یک شهر راهبردی برای پشتیبانی روسیه در عملیات قفقاز محسوب می‌شد.
در ۱۲ مه ۱۸۵۵، نیروهای متحد به‌راحتی کرچ را تصرف کردند و وارد دریای آزوف شدند. در ۲۲ مه، آن‌ها به تاگانروگ حمله کردند، اما حمله شکست خورد و به محاصره منجر شد. با وجود برتری عددی زیاد نیروهای متحد (حدود ۱۶٬۰۰۰ سرباز در برابر کمتر از ۲٬۰۰۰ نفر از مدافعان روس)، شهر در برابر تمامی حملات مقاومت کرد. این حملات در نهایت در ماه اوت ۱۸۵۵ با عقب‌نشینی ارتش متحد به پایان رسید. حملات پراکندهٔ دیگری در امتداد سواحل انجام شد، اما نتیجه‌ای نداشت و در اکتبر ۱۸۵۵ متوقف شد.

### سدهٔ ۲۱
در دسامبر ۲۰۰۳، اوکراین و فدراسیون روسیه در یک پیمان بین فدراسیون روسیه و اوکراین دربارهٔ همکاری در استفاده از دریای آزوف و تنگه کرچ توافق کردند که دریای آزوف و تنگه کرچ را به‌عنوان آب‌های داخلی مشترک تلقی کنند.
در سپتامبر ۲۰۱۸، اوکراین اعلام کرد که قصد دارد نیروی دریایی اوکراین را در دریای آزوف تقویت کند و ناوگان خود را در بردیانسک مستقر سازد. این تحرکات نظامی پس از ساخت پل کریمه شدت گرفت، زیرا این پل ارتفاع کمی داشت و اجازهٔ عبور کشتی‌های پاناماگذر به بنادر اوکراین را نمی‌داد.
اواخر همان ماه، دو کشتی اوکراینی از بندر اودسا در دریای سیاه حرکت کردند، از زیر پل کریمه عبور کردند و به ماریوپل رسیدند.
تنش‌ها بیشتر شد و در نوامبر ۲۰۱۸، در پی پیشامد تنگه کرچ، روسیه سه کشتی نیروی دریایی اوکراین را که قصد ورود به دریای آزوف را داشتند، توقیف کرد.